# Anders Bergström (ishockeyspelare)
Anders Bergström, född 2 juni 1967, är en före detta ishockeyspelare, målvakt. 
Han spelade i IF Björklöven mellan 1986 och 1988. Säsongen 1986/87, då Björklöven tog SM-guld, var han tredjemålvakt och var uttagen till matchtruppen i en match. Följande säsong var han uttagen i truppen i 40 matcher, utan att få en enda minut istid.